# کالوبوویلا
کالوبوویلا (به لاتین: Kalubowila) یک منطقهٔ مسکونی در سری‌لانکا است که در ناحیه کلمبو واقع شده‌است.